# 韦纳罗塔
韦纳罗塔（義大利語：Venarotta），是意大利阿斯科利皮切诺省的一个市镇。总面积30.03平方公里，人口2236人，人口密度74.5人/平方公里（2009年）。ISTAT代码为044073。